# Cordylus coeruleopunctatus
Cordylus coeruleopunctatus är en ödleart som beskrevs av  Hewitt och METHUEN 1913. Cordylus coeruleopunctatus ingår i släktet Cordylus och familjen gördelsvansar. Inga underarter finns listade i Catalogue of Life.